# Rentjärnen (Burträsks socken, Västerbotten, 716176-169882)
Rentjärnen är en sjö i Skellefteå kommun i Västerbotten och ingår i Rickleåns huvudavrinningsområde. Sjön har en area på 0,158 kvadratkilometer och ligger 253,1 meter över havet. Sjön avvattnas av vattendraget Tallån (Långträskån).

## Delavrinningsområde
Rentjärnen ingår i det delavrinningsområde (716172-169900) som SMHI kallar för Inloppet i Lill-Krokvattnet. Medelhöjden är 255 meter över havet och ytan är 1,67 kvadratkilometer. Det finns inga avrinningsområden uppströms utan avrinningsområdet är högsta punkten. Tallån (Långträskån) som avvattnar avrinningsområdet har biflödesordning 2, vilket innebär att vattnet flödar genom totalt 2 vattendrag innan det når havet efter 96 kilometer. Avrinningsområdet består mestadels av skog (40 procent) och sankmarker (50 procent). Avrinningsområdet har 0,16 kvadratkilometer vattenytor vilket ger det en sjöprocent på 9,5 procent.